# 토미에 (영화)
《토미에》(일본어: 富江 アナザフェイス 토미에 아나다페이수[*], Tomie Another Face)는 1998년에 오이카와 아타루가 제작한 일본의 공포 영화이다. 이토 준지의 동명 소설을 원작으로 하고 있다. 토미에 영화 시리즈에 첫 시작을 알리는 영화다. 토미에 시리즈는 토미에의 되살아나는 특수한 능력때문에 어느 편을 먼저보더라도 크게 상관은 없다.

## 출연

### 주연
- 칸노 미호
- 나카무라 마미
- 스즈키 이코
- 도구치 요리코
- 타구치 토모로오
- 쿠사노 코우타

### 조연
- 미즈하시 켄지
- 루미

## 기타
- 원작자: 이토 준지